# 自愿社会
自愿社会，或称自愿社区、自愿城市，右派自由意志主義的一种术语，指所有财产（包括街道、公园等）和所有服务（包括法院、治安等等）均以自愿方式提供，例如私有或合作社的形式。在自由社会里面，法院可能被争议仲裁机构所替代，治安由私营保安公司和犯罪保险取代，交通部门由私人道路協會取代。这些服务是《自愿之城》这本书的主题，该书逐章的阐述了这些服务。
无政府资本主义认为自愿社会是解决不同人们喜好不同政府方法，那些希望生活在特定行为准则下的人们可以组成一个共同的政府。比方说赞成毒品、卖淫和赌博合法化的人们可以一起组建一个政府，而反对者也可以一起组建另一个政府。史蒂芬·莫利紐克斯认为在一个自愿社会里面，争议仲裁机构将阻止环境污染。

## 脚注
1. ↑  David T. Beito, Peter Gordon、Alexander Tabarrok共同编辑自愿之城:选择、社区和公民社会 （页面存档备份，存于）, Independent Institute, 2002年
2. ↑  Jonathan Liem, 自愿社区 （页面存档备份，存于）, LewRockwell.com.
3. ↑  .   [2010-10-28]. （原始内容存档于2011-05-24）.